# 马鲁古主权阵线
马鲁古主权阵线，为东南亚马来群岛中马鲁古群岛安汶岛的一个分离主义组织，致力于重建南马鲁古共和国。官方说法称，该组织首次现身于1999年1月。2000年6月15日于安汶正式建立。2004年4月25日，该组织举行升旗仪式，纪念南马鲁古共和国成立54周年，结果引发严重冲突。